# اوکی تاکاتو
اوکی تاکاتو ((به ژاپنی: 大木 喬任 Ōki Takatō)؛ ۲۳ مارس ۱۸۳۲ – ۲۶ سپتامبر ۱۸۹۹) وزیر در دوره میجی اهل ژاپن بود.